# J'ai serré la main du diable
J'ai serré la main du diable: la faillite de l'humanité au Rwanda o Shake Hands with the Devil: The Failure of Humanity in Rwanda és un llibre escrit en 2003, amb la col·laboració del major Brent Beardsley, per Roméo Dallaire, ex tinent general de les forces canadenques i comandant del Missió d'Assistència de les Nacions Unides a Ruanda (UNAMIR) organitzada per les Nacions Unides (ONU).
Romeo Dallaire descriu en aquest llibre el període com a comandant d'UNAMIR per tractar de mantenir la pau a Ruanda abans i durant la genocidi de Ruanda perpetrat per extremistes hutus contra tutsis i hutus moderats.

## Resum
En 1994, el genocidi ruandès va provocar més de 800.000 morts en cent dies. El general canadenc Roméo Dallaire va assistir a les massacres. En el llibre pinta un retrat de les dificultats i atrocitats a què va estar exposat. Vaig sentir que tenia sang a les mans durant mesos, diu.
Arribat a Kigali el 17 d'agost de 1993, Dallaire va tractar d'avisar els alts organismes de l'ONU que no tenien els equips i dels homes per dur a terme la seva missió. No obstant això, la falta de claredat en els procediments d'intervencions de l'ONU, combinats amb la falta d'interès de la comunitat internacional a Ruanda, un país africà amb la posició estratègica i amb recursos naturals limitats, van garantir que les crides d'ajuda de Dallaire quedessin gairebé sense resposta.
De dia en dia, la situació s'estava deteriorant. Finalment, les forces del general quedaren soles, sense combustible, sense diners ni equipades. Encoratjat, entre d'altres, per la propaganda de Radio Télévision Libre des Mille Collines, el que fa crides incessants a l'odi ètnic, milicians hutus es llencen contra les seves víctimes tutsis mentre un exèrcit d'exiliats va començar una guerra civil, des de la frontera nord del país, per prendre el poder. A Kigali s'estan acumulant cadàvers de civils, morts amb matxets. La majoria dels polítics moderats amb els quals Dallaire tenia el mandat de negociar són assassinats.

## Adaptacions cinematogràfiques
El llibre J'ai serré la main du diable ha estat adaptat com a documental: Shake Hands With the Devil: The Journey of Roméo Dallaire de Peter Raymont (2004). Va rebre el « 2004 Sundance Film Festival Audience Award for World Cinema - Documentary ».
El llibre també fou adaptat al cinema en un llargmetratge de Roger Spottiswoode de 2007 titulat Shake Hands with the Devil. Fou rodat en juny de 2006 a Kigali, Ruanda i Montréal i l'actor quebequès Roy Dupuis feia el paper del general Dallaire.